# Millesvik och Lurö skärgård
Millesvik och Lurö skärgård este o arie protejată (arie specială de conservare — SAC, sit de importanță comunitară — SCI, arie de protecție specială avifaunistică — SPA) din Suedia întinsă pe o suprafață de 23.862,6 ha, integral pe uscat.

## Localizare
Centrul sitului Millesvik och Lurö skärgård este situat la coordonatele 58°51′19″N 13°10′53″E / 58.8553°N 13.1814°E.

## Înființare
Situl Millesvik och Lurö skärgård a fost declarat sit de importanță comunitară în decembrie 1995 pentru a proteja 1 specie de plante și 21 de specii de animale. Alte tipuri de protecție:
- arie de protecție specială avifaunistică (în martie 1996)[2]
- arie specială de conservare (în martie 2011)[1][3][4]

## Biodiversitate
Situată în ecoregiunea boreală, aria protejată conține 7 habitate naturale: Mlaștini turboase de tranziție și turbării mișcătoare, Păduri acidofile de stejar bătrân cu Quercus robur pe câmpii nisipoase, Păduri caducifoliate de mlaștină fino-scandinave, Pajiști uscate europene, Roci stâncoase cu vegetație pionieră de Sedo-Scleranthion sau Sedo albi-Veronicion dillenii, Taiga vestică, Păduri caducifoliate bătrâne naturale hemiboreale fino-scandinave (Quercus, Tilia, Acer, Fraxinus sau Ulmus) bogate în specii epifite.
La baza desemnării sitului se află mai multe specii protejate:
- plante (1): Buxbaumia viridis
- păsări (16): buhai de baltă (Botaurus stellaris), erete de stuf (Circus aeruginosus), cufundar polar (Gavia arctica), cocor (Grus grus), scoicar (Haematopus ostralegus), sfrâncioc roșiatic (Lanius collurio), Larus argentatus, pescăruș sur (Larus canus), pescăruș negricios (Larus fuscus), Larus marinus, pescăruș râzător (Larus ridibundus), vultur pescar (Pandion haliaetus), viespar (Pernis apivorus), Phalacrocorax carbo sinensis, chiră de baltă (Sterna hirundo), Sterna paradisaea
- nevertebrate (2): Graphoderus bilineatus, libelule (Leucorrhinia pectoralis)
- pești (3): avat (Aspius aspius), zvârluga (Cobitis taenia), somonul (Salmo salar)